# Pachyloides yungarum
Pachyloides yungarum is een hooiwagen uit de familie Gonyleptidae.